# Paul Eric Kingue
Paul Eric Kingue, né le 20 août 1966 à Douala dans la région du Littoral et mort le 22 mars 2021 à Douala, est un homme politique camerounais. Il occupe la fonction de maire de la commune de Njombe-Penja de 2007 à 2008 jusqu'à son arrestation le 29 février 2008,. Il est libéré en 2015 après sept ans en prison. En février 2020, il est à nouveau élu maire de la commune de Njombe-Penja,.
Paul Eric Kingue est depuis 2018 à la tête du parti politique Mouvement patriotique pour un Cameroun nouveau (MPCN) et occupe le poste de vice-président des Communes et Villes unies du Cameroun (CVUC) depuis son élection en novembre 2020. Il est le fondateur de la chaine de télévision School TV Africa lancée en avril 2020,.

## Biographie

### Famille et éducation
Paul Eric Kingue est né en août 1966 à Mpoula, village situé à sept kilomètres de Penja, dans la région du Littoral, d'un père bamiléké, de la région de l'Ouest et d'une mère originaire de Mpoula,. Sa mère est agricultrice et son père, veilleur de nuit. Celui-ci décède quand il est âgé de 7 ans. Dernier enfant d'une fratrie de 12 enfants, Paul Eric Kingue passe son enfance dans la ville de Penja et suit ses études primaires à l’école publique de Penja.
Il termine ses études secondaires en 1988 en obtenant son Baccalauréat A4 au lycée de Ngoumou. Il entame alors des études universitaires à l'université de Yaoundé où il décroche en 1991 une licence en droit privé et finance. En 1992, il quitte le Cameroun pour poursuivre ses études universitaires en Afrique du Sud où il obtient une maîtrise en droit de l’environnement à l’Université du Witwatersrand à Johannesbourg.

### Homme d'affaires
Il retourne au Cameroun en 1995 et se lance dans les affaires. Il travaille dans la promotion de l’économie Sud africaine au Cameroun et de l’octroi des visas pour l'Afrique du Sud. Plus tard, il assure la fonction de représentant de la Chambre de commerce sud africaine au Cameroun et devient importateur de meubles de luxes en provenance de la République Sud Africaine.

### Carrière Politique

#### Maire de Njombe-Penja (2007-2008)
Paul Eric Kingue commence sa carrière politique au sein du RDPC, parti au pouvoir. En 2001, il est élu président de la sous-section RDPC de sa commune. En 2002, il est élu député aux primaires du parti, mais n'est pas investi. Il se présente à nouveau en 2007 et est élu candidat aux primaires des élections municipales et législatives de 2007 au Cameroun. À l'issue des élections législatives du 22 juillet 2007, il est élu maire de la commune de Njombé-Penja.
Élu pour un mandat de cinq ans, il n'assurera la fonction de maire que sept mois seulement, car il est arrêté le 29 février 2008.

#### Président du MPCN
Libéré en juillet 2015, il décide peu de temps après de revenir sur la scène politique. En juin 2017, il prend alors la tête du Parti du Cameroun Nouveau (PCN), rebaptisé Mouvement patriotique pour un Cameroun nouveau (MPCN), un parti politique créé en 2006 et présidé depuis sa création par Guillaume Mboule Djaka. Il affirme avoir été également courtisé par plusieurs autres partis d'oppositions, dont le MRC, le SDF et l’UMS, qui auraient souhaité le voir rejoindre leurs formations politiques.

#### Élections présidentielles 2018
Le 04 Juin 2017, Paul Eric Kinguè annonce sa candidature à l'élection présidentielle 2018. Il y renonce par la suite et décide plutôt de s'allier au MRC. Il rejoint alors l'équipe de campagne et assure la fonction de Directeur de Campagne du candidat Maurice Kamto lors de l'élection présidentielle.
En décembre 2019, à la veille des élections législatives et municipales du 9 février 2021 pour lesquelles le MRC appelle au boycott, il se désolidarise de Maurice Kamto et de son parti et qualifie les militants du MRC de « talibans »,.

#### Maire de Njombe-Penja (2020-2021)
Il est candidat aux élections municipales du 9 février 2020 sous la bannière de son parti, le MPCN qui remporte les élections dans les communes de Njombe-Penja où il est candidat, ainsi que la commune de Dibombari. Le 18 février 2020, Paul Eric Kingue est à nouveau élu maire de Njombe-Penja pour un mandat de 5 ans, près de 13 ans après sa première élection en 2007.

### Décès
Il décède le 22 mars 2021 à l'âge de 55 ans. D'après certaines sources, il serait décédé de suites de COVID-19.
Il est enterré le 24 mars 2021 à Mpoula, son village natal.

## Emprisonnements

### Détention à la Prison Centrale de New-bell
Paul Eric Kingue est interpellé le 29 février 2008, au lendemain des émeutes de 2008. On l'accuse d'avoir incité des jeunes de sa commune à vandaliser l’entreprise française Les plantations du Haut-Penja (PHP). Il est condamné à six ans de prison par le tribunal de Nkongsamba, et à payer une amende de 800 millions de francs CFA  à la PHP pour dommages et intérêts.
Il est également  accusé de détournement d'une somme de 1,4 million de francs allouée à la construction d'un point d’eau courante dans sa commune. Il est condamné à dix années de prison, puis sera acquitté quatre ans plus tard, le 26 mars 2012, par la Cour d’Appel du Littoral à Douala pour faits non établis.
En 2012, alors qu'il est toujours détenu à la Prison centrale de New Bell, un troisième procès est engagé contre lui à Nkongsamba. Il est accusé cette fois d’avoir détourné la somme de 4.960.000 FCFA et  le 29 février 2012, est condamné à perpétuité par le Tribunal de grande instance du Moungo.
Tout au long de son séjour en prison, Paul-Eric Kingué  ne cesse clamer son innocence et soutient que son arrestation est un règlement de comptes  du fait de ses sorties pour dénoncer les salaires pratiqués par les sociétés bananières et les exonérations fiscales dont elles bénéficient,. Dans une lettre ouverte écrite depuis sa prison  le 24 novembre 2011 et adressée aux députés de  l'assemblée nationale, il soutient « Révolté devant cette situation intenable, j’ai commis une expertise fiscale qui a conclu que ma commune perdait depuis 30 ans 2.700.000.000 FCFA (deux milliards sept cents millions de FCFA) par an, du fait du non-payement par les plantations de bananes françaises locales (PHP, SPM, CAPLAIN) » et qualifie sa détention de « complot, d'injustice, d'acharnement politico-judiciaire et de persécution ».
Il fait appel et écope de 37 renvois entre 2009 et 2011. Après une longue procédure judiciaire, le ministère public préconise son acquittement et la Cour suprême se penche sur son cas mai 2015. Le 16 juillet 2015, il est finalement acquitté par la Cour Suprême et remis en liberté après plus de sept années et demie en prison,.
« J'ai attaqué toutes ces décisions parce que j’estimais que la procédure n’a pas été respectée. La Cour suprême m’a suivi dans mon raisonnement, en annulant les jugements... » faisait comprendre maitre René Manfo, son Avocat principal durant ces longues années de bataille judiciaire  . 

### Détention à la prison centrale de Kondengui
Le 26 janvier 2019, alors qu'il déjeune à un restaurant de Yaoundé, Paul Eric Kingue est de nouveau arrêté, en même temps que son directeur de la communication, Marcel Olivier Ndi qui est libéré tard dans la soirée. Plusieurs cadres du MRC sont aussi interpelés pour la même cause, notamment, « manifestation publique interdite », deux jours plus tard, pour la même marche organisée par le MRC. Il reste enfermé pendant 7 mois à la prison centrale de Kondengui et est libéré le 5 octobre 2020 en même temps que Maurice Kamto, Albert Dzongang, Michèle Ndoki, Alain Fogué et Christian Penda Ekoka.